# Архиепархия Монровии
Архиепархия Монровии (лат. Archidioecesis Monroviensis) — архиепархия Римско-Католической церкви c центром в городе Монровия, Либерия. В митрополию Монровии входят епархии Гбарнги и Кейп-Пальмаса. Кафедральным собором архиепархии Монровии является церковь Святейшего Сердца Иисуса.

## История
18 апреля 1903 года была учреждена апостольская префектура Либерии путём её выделения из апостольского викариата Сьерра-Леоне (сегодня — Архиепархия Фритауна).
9 апреля 1934 года римский папа Пий XI издал буллу Quae magis christiano, которой возвёл апостольскую префектуру Либерии в ранг апостольского викариата.
2 февраля 1950 года апостольский викариат Либерии передал часть своей территории в пользу возведения новой апостольской префектуры Кейп-Пальмаса (сегодня — Епархия Кейп-Пальмаса) и одновременно изменил название на апостольский викариат Монровии.
19 декабря 1981 года римский папа Иоанн Павел II издал буллу Patet Ecclesiae, которой возвёл апостольский викариат Монровии в ранг архиепархии.
17 ноября 1986 года архиепархия Монровии передала часть своей территории в пользу возведения новой епархии Гбарнги.

## Ординарии архиепархии
- священник Giovanni Ogé S.M.A.[1] (3.01.1911 — 1931)
- епископ John Collins S.M.A. (26.02.1932 — 20.12.1960)
- епископ Francis Carroll S.M.A. (20.12.1960 — 28.10.1976)
- архиепископ Michael Kpakala Francis (28.10.1976 — 12.02.2011)
- архиепископ Lewis Zeigler (12.02.2011 — 07.06.2021)